# Szemüveg

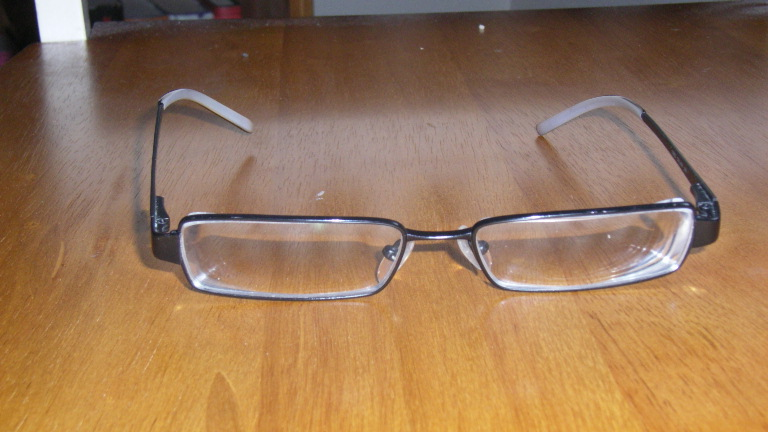
Modern szemüveg

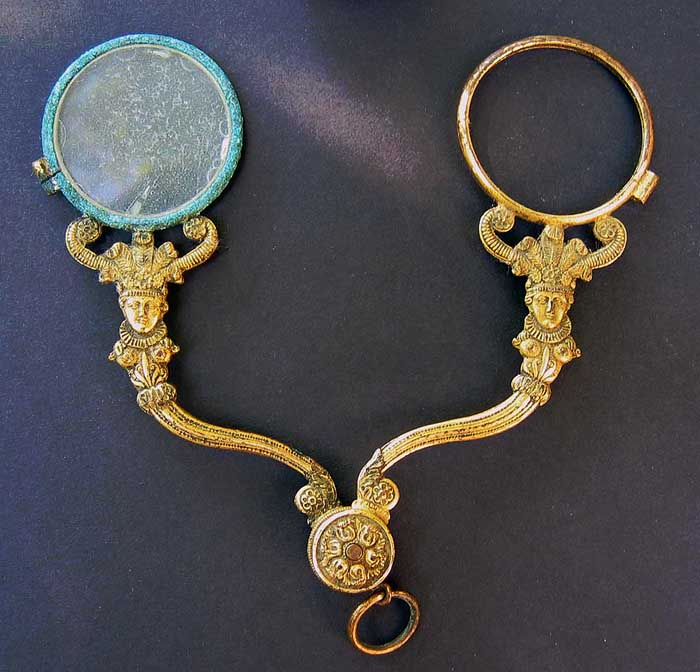
Ollós szemüveg az 1800-as évek elejéről

A szemüveg olyan eszköz, amely viselésekor a látás javítását, a szem mechanikai-, fény-, illetve ibolyántúli sugárzás elleni védelmét szolgálja. Alapvető részei az egy vagy több lencse, és a keret.

## Típusai

### Látásjavító szemüveg
Feladatuk a látáshibák korrigálása. Rövidlátás, távollátás, szemtengelyferdülés hibája megfelelő optikai lencsével javítható.

#### Szemüveglencsék
A szemüvegekben úgynevezett meniscus lencséket alkalmaznak, ami azt jelenti, hogy egy domború és egy homorú oldala van a lencsének és a két oldal domborúságának (sugarának) eltéréséből fakad a lencse dioptriája (a fókusztávolság reciproka).
A lencsék üvegből, illetve műanyagból készülhetnek. Az üveglencsék optikai tulajdonságai jobbak, és kevésbé karcolódnak, viszont könnyebben törnek, mint a műanyaglencsék, amelyek könnyebbek. Mind a műanyag, mind az üveg szemüveglencsékre kifejlesztettek különféle felületkezeléseket, felgőzölhető rétegeket. Ilyenek pl. a tükröződésmentesítő-, a karcolásmentesítő-, ill. az UV-szűrő réteg. Vannak olyan felületkezelések is, amelyek a fentiek kombinációi.
A szemüveglencsék csoportosítása optikai tulajdonságuk szerint:
- Egyfókuszú (szférikus) (közellátás, vagy távollátás korrekciójára)
- Bifokális (távoli és olvasási távolságra való korrekció közös keretben)
- Trifokális (kevéssé elterjedt)
- Multifokális (progresszív – a lencse egyik felülete átmenetesen van csiszolva, ezért fokozatosan változik dioptriája)

A dioptriás szemüveglencsék között vannak fényvédő hatásúak is. Ezek főbb csoportjai:
- Anyagában színezett lencsék
- Színezett lencsék
- Fényre sötétedő lencsék

Magyarországon is forgalmazó szemüveglencse gyártó cégek:
- Zeiss
- Essilor
- Hoya

### Munkavédelmi szemüveg
A munkavédelmi szemüvegek szerepe bizonyos ipari munkafolyamatok során keletkező repülő szikra, forgács, szilánk, por, fényhatás szembe jutásának megakadályozása. Foglalkozásonként eltérő kialakítások léteznek, így hegesztéshez, köszörülésnél, kohászatban. Gyakran arcvédő pajzzsal vagy sisakkal kombinálják.

### Napszemüveg
A napszemüveg elterjedt viselet az erőteljes közvetlen vagy visszavert napsugárzás megszűrésére, erejének csökkentéséhez. Hatását a lencse színezésével, és védőrétegek felvitelével érik el.

### Sportszemüveg
A szemüvegviselés legelterjedtebb a vízisportoknál, ahol vízalatti tevékenységhez csaknem elengedhetetlen, víz felett pedig a felszíni csillogás, és a fröccsenés megakadályozására.
A labdasportoknál, különösen a tollaslabdánál a nagy energiájú labda, vagy a játékostárs mozdulatai elleni védelemhez szükségesek.
A téli sportokat űzők és a hegymászók a hóvakság elkerülésére használnak szemüveget.

### Kék fényt szűrő szemüveg
A magas energiájú kék fényt (HEV-high energy visible light), ami a mai modern világításban megtalálható szűri ki. A legtöbb okos eszköz, mint például: telefon, laptop, TV ilyen fényt is bocsát ki. Mivel ez a fény a legmagasabb energiájú a látható fényspektrumban, ezért képes a szemet károsítani.

## Története

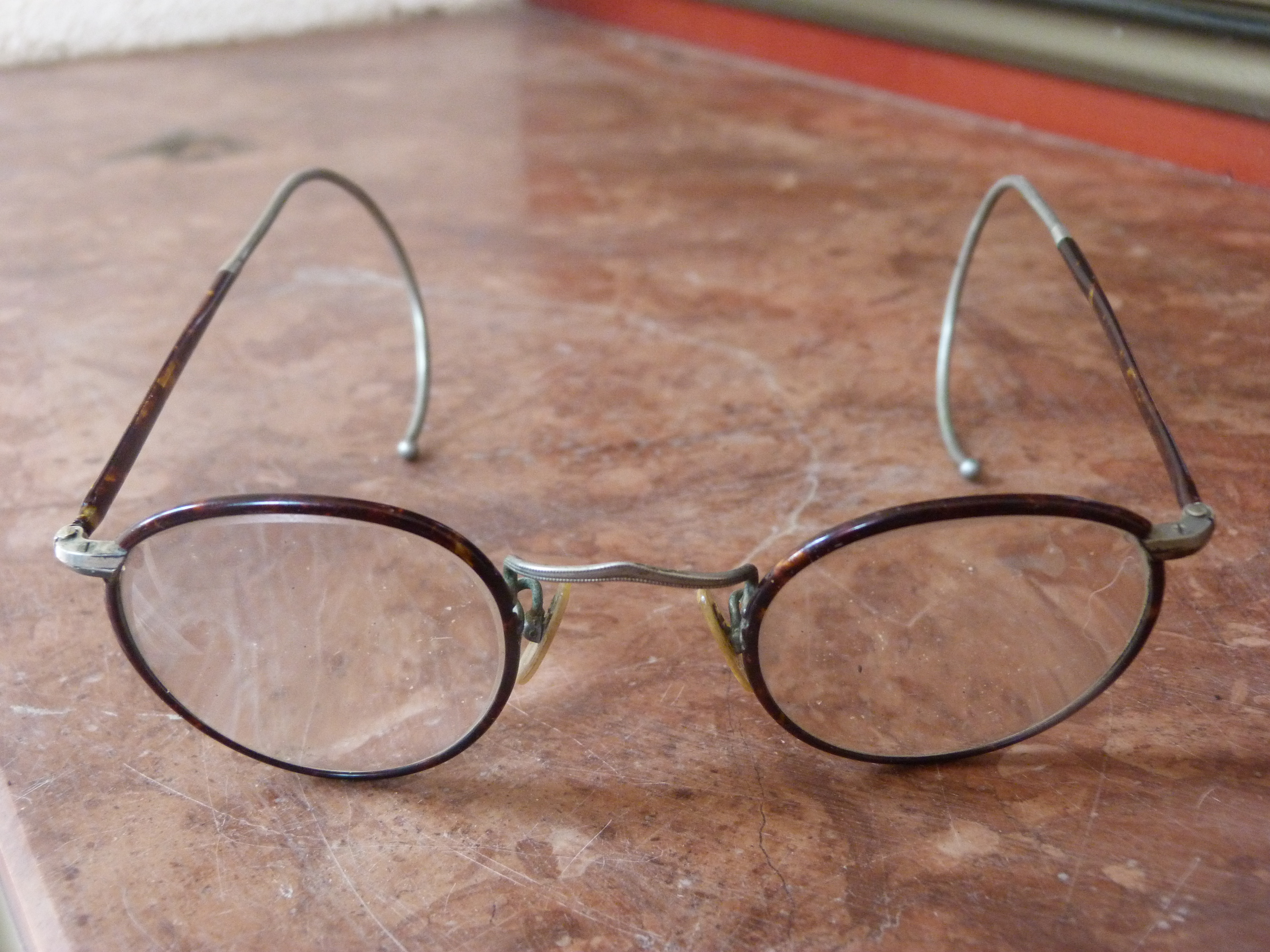
Szemüveg – 1920-as évek

A szemüveg feltalálójaként az angol származású Roger Bacon (1214–1294) ferencrendi szerzetest tiszteljük. Könyveinek hatására Olaszországban az 1280-as években készültek el az első, szövegre helyezhető olvasó lencsék, Alessandro di Spina firenzei mester kezei által. A látást javító lencséknek a szem előtt való rögzítése sok nehézséget okozott, mivel értékük eleinte jelentős volt, és leejtésükkor könnyen eltörhettek, megsérülhettek. Az orvosi irodalomban csak az 1200-as és 1300-as években találhatunk először említést a szemüvegről. Csiszolni még csak domború lencsét tudtak, és a dioptria fogalmát sem ismerték. Aki szemüveget szeretett volna vásárolni, az a vándorárusok készletéből válogathatott magának.
Fél szemre való lencse a monokli volt, zsinóron gomblyukba erősítve. Két szemre akár különböző lencséket egyszerre a lornyonban alkalmaztak, ami az egyik kézben tartva, lefoglalta azt. Kétkezes munkához a cvikkert (zwicker a. m. csíptetős) használták. A mai keret használata a 19. században vált általánossá.
Egy gyakorlati továbbfejlesztés először Benjamin Franklinnak jutott eszébe, aki a bifokális szemüveg elkészítésével próbálkozott két különböző törőerejű fél lencse egy keretbe erősítésével – a felsőt távolra nézéshez, az alsót olvasáshoz. Az 1800-as évektől a szemészet az orvostudomány külön tudományágává vált, Hermann von Helmholtz (1821–1894) munkája révén megismerhetővé vált a szem szerkezete és a látás fiziológiája. A svéd származású Allvar Gullstrand (1862–1930) a szem fénytörését vizsgálta, munkájáért 1911-ben Nobel-díjat is kapott. Az 1884-ben Jénában megalakult mai Zeiss gyár őse három kiváló szakember Carl Zeiss, Ernst Abbe és Otto Schott közreműködésével, a lencsecsiszolás ipari szintű megvalósításával elérhetővé tette a szemüveget a széles tömegek számára. A Jénai Egyetem optikai tanszékének professzora Richard Rohr (1868–1940), a szemüveglencsék csiszolásának technikájában ért el kimagasló eredményeket.
- Magyarországon a MOM honosította meg a szemüveglencse-gyártást. A Csörsz utcai törzsgyár mellett a Vaskapu utcában is jelentős kapacitással rendelkeztek. A hatvanas évek közepén a termelést mátészalkai tsz-melléküzemágként működő, zöldmezős beruházással bővítették.

## Lásd még
- Kontaktlencse